# I favn
I favn er en filosofi omkring forældreskab, udviklet af den amerikanske børnelæge William Sears. Det videnskabelige fundament udgøres af tilknytningsteorien. Ifølge denne teori er behovet for stærkt følelsesmæssigt bånd mellem forælder og barn et basalt evolutionært behov, og et fundament under alle barnets fremtidige relationer.

## De otte principper
Filosofien er baseret på otte principper, som defineres som mål som forældre – hvis muligt – bør stræbe efter. Disse principper er:
1. Forberedelse til graviditet, fødsel og forældreskab
2. At give følelsesmæssig opmærksomhed og respons
3. At amme
4. At bære babyen i favnen eller i en slynge
5. At sove sammen og/eller skabe trygge sovesituationer
6. At undgå hyppige og langvarige adskillelser
7. At opdrage blidt og positivt
8. At skabe balance i familiens liv

## Historik
Den engelske betegnelse er Attachement Parenting (AP), som på norsk oversættes til Tilknytningsomsorg, hvilket synliggør forbindelsen til tilknytningsteorien. Den danske betegnelse stammer fra bogen Kontinuumbegrebet af den amerikanske forfatter og antropolog Jean Liedloff.